# De Hoop (Maurik)
De molen De Hoop is een in 1873 gebouwde korenmolen in het Nederlandse dorp Maurik. Het is een ronde stenen molen die is gebouwd op de fundamenten van het voormalige kasteel van Maurik. In 1932 werd de molen onttakeld, en tot 2004 restte slechts een molenromp. Van 2004 tot 2006 is de molen uitwendig gerestaureerd en voorzien van een Oudhollands wiekenkruis. Na de restauratie is de molen hernoemd tot De Beijenkorf.
De molen is particulier eigendom. 
Een gedeelte van de grote tuin is ingericht als theetuin, het andere gedeelte is voor de bewoners en de gasten van de B&B, die slapen in de tot woonhuis verbouwde molen.